# Prasonicella marsa
Prasonicella marsa là một loài nhện trong họ Araneidae.
Loài này thuộc chi Prasonicella. Prasonicella marsa được Michael J. Roberts miêu tả năm 1983.